# Nizami (film)
Pour les articles homonymes, voir Nizami (homonymie).
Pour plus de détails, voir Fiche technique et Distribution.
Nizami est un film biographique et historique soviétique réalisé par Eldar Kouliev et sorti en 1982. Le film a été récompensé au 16e Festival du cinéma soviétique à Leningrad en 1983 et reçut un diplôme des écrivains d’Ouzbékistan au Festival international de films d'Asie, d'Afrique et d'Amérique latine à Tachkent en 1984. 

## Synopsis
Le film retrace la biographie romancée du poète et philosophe humaniste Nizami qui a vécu au XIIe et XIIIe siècles et dont quelques écrits en persan, comme le cycle Khamseh, nous sont parvenus.

## Fiche technique
- Réalisateur : Eldar Kouliev
- Scénario : Isa Huseynov, Eldar Kouliev
- Directeur de la photographie : Arif Narimanbekov
- Musique : Kara Karayev
- Décors : Maïs Agabeyov
- Pays :  Union soviétique
- Production : Mosfilm, Azerbaïdjanfilm
- Année : 1982
- Genre : Biographie, film historique

## Distribution
- Muslim Magomayev : Nizami
- Hamida Omarova (en) : Pəri Afaq
- Hasanagha Turabov : Müzəffəri
- Aladdin Abbasov : Khaqani Shirvani
- Gadzhimurad Yagizarov : Qizil Arslan
- Ahmed Salah : Zeyd
- Gulnara Sayalieva : Rəna
- Chahmar Alakbarov : Osman
- Hamlet Xanizadə : Əbu-Bəkr
- Vsevolod Yaqut : Mütəzzil
- Rəsmi Cəbrayılov : Zərgər
- Mukhtar Manieva : Qazı
- Aliyev Bahadur
- Sadiq Huseynov
- Eldaniz Rasulov
- Ramiz Novruzov